# Царевець (Великотирновська область)
Ца́ревець (болг. Царевец) — село у Великотирновській області Болгарії. Входить до складу общини Свиштов.

## Населення
За даними перепису населення 2011 року у селі проживали 1150 осіб.
Національний склад населення села:
| Національність   | Кількість осіб | Відсоток |
| ---------------- | -------------- | -------- |
| болгари          | 950            | 99,2%    |
| турки            | 3              | 0,3%     |
| цигани           | 0              | 0%       |
| інша             | 5              | 0,5%     |
| не визначились   | 0              | 0%       |
| Всього відповіли | 958            |          |

Розподіл населення за віком у 2011 році:
Динаміка населення: